# Chrysocoma
 Chrysocoma  L., 1753 è un genere di piante angiosperme dicotiledoni della famiglia delle Asteraceae, sottofamiglia Asteroideae, tribù Astereae (Basal grade) e sottotribù Homochrominae.

## Etimologia
Il nome "Chrysocoma" deriva dal greco antico "χρυσός" (chrysos), che significa "oro", e "κόμη" (kome), che significa "capelli". Il nome deriva dall'aspetto dei fiori, che sono tipicamente dorati.
Il nome scientifico del genere è stato definito dal botanico Carl Linnaeus (1707-1778) nella pubblicazione " Species Plantarum" ( Sp. Pl. 2: 840 ) del 1753.

## Descrizione

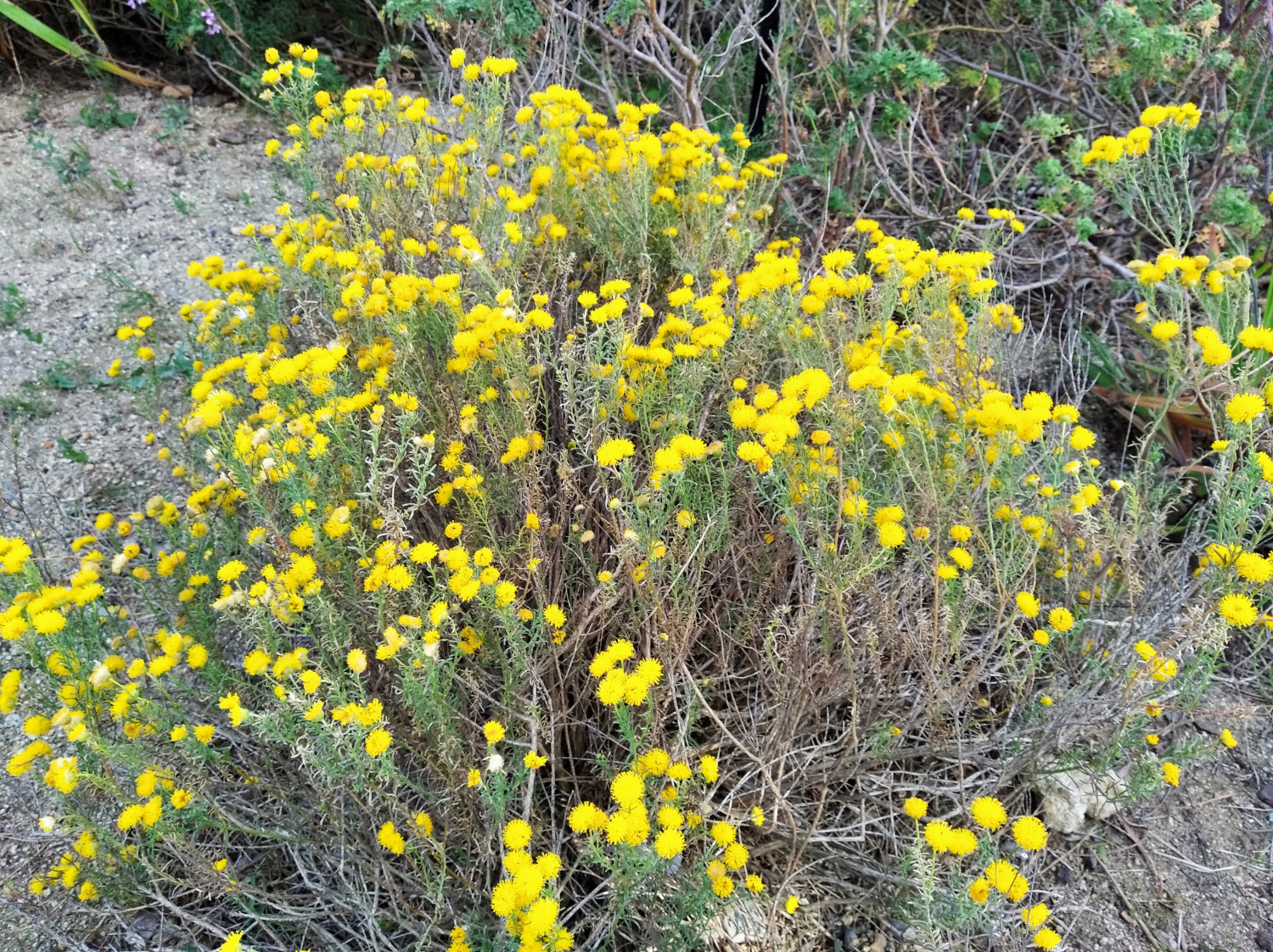
Il portamento
Chrysocoma valida

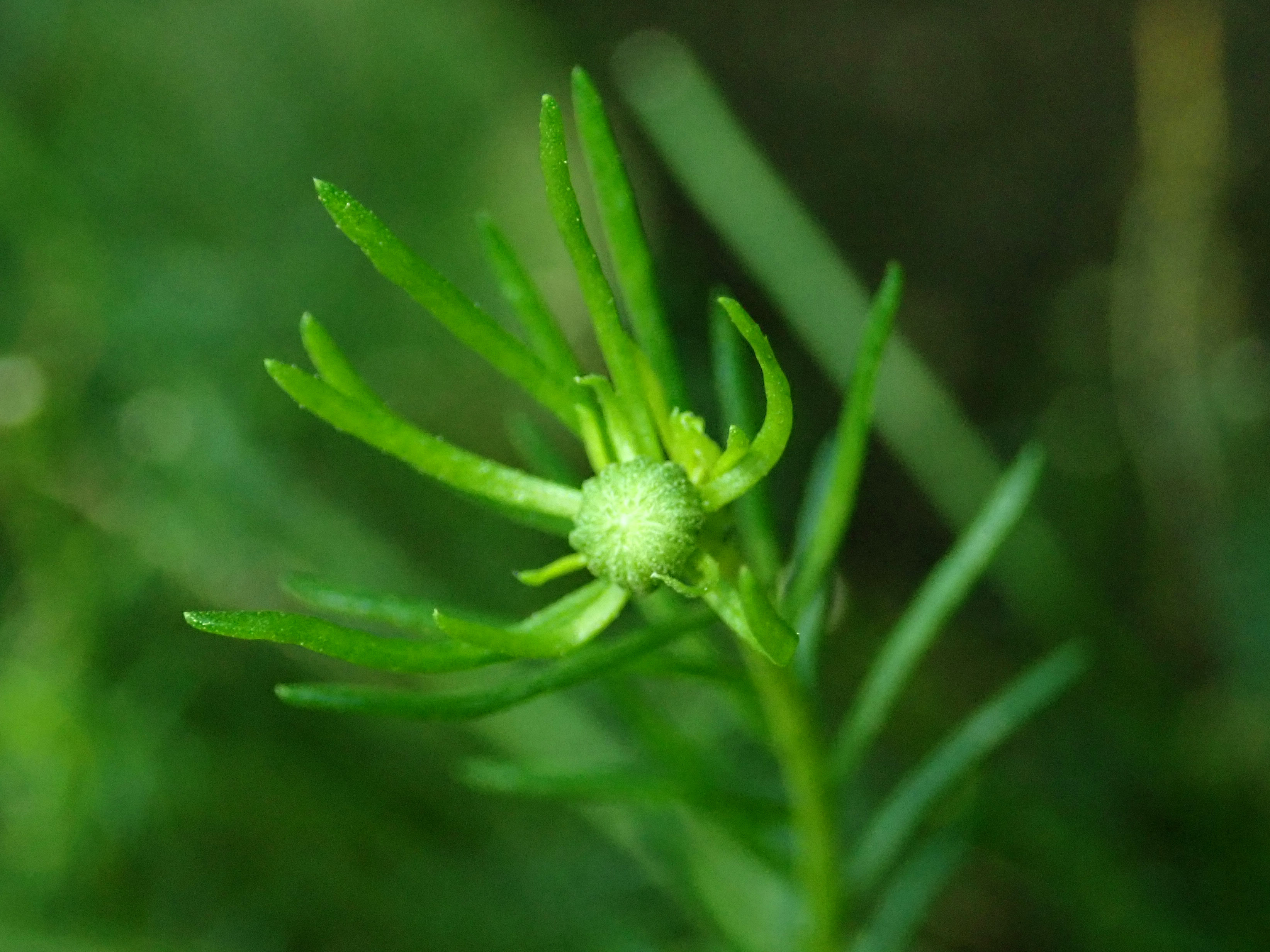
Le foglie
Chrysocoma cernua

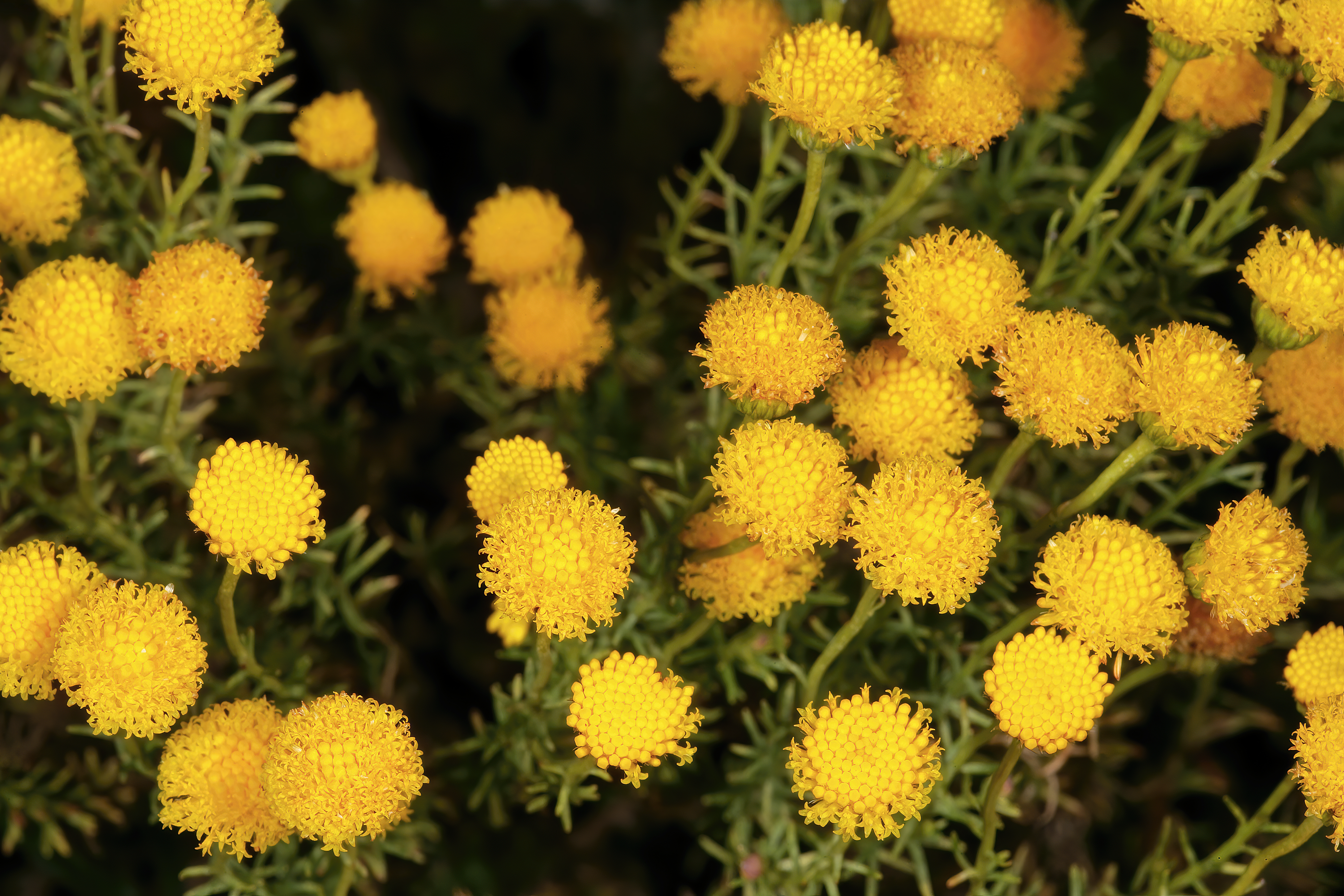
Infiorescenza
Chrysocoma ciliata

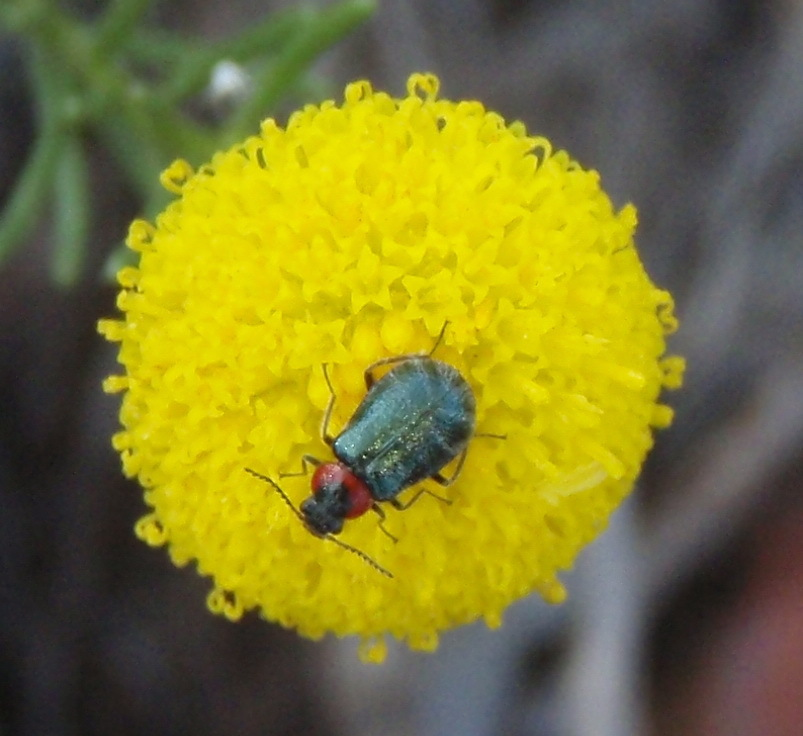
I fiori
Chrysocoma ciliata

Portamento. Le specie di questo genere sono delle erbe ericoidi (a ciclo biologico annuale o perenne) o arbusti. L'indumento può essere glabro e viscido.
Fusto. La parte aerea in genere è eretta, semplice o ramosa. 
Foglie. Le foglie sono disposte in modo alternato. La lamina è intera con forme da lineari a oblanceolate; i bordi sono continui.
Infiorescenza. Le sinflorescenze sono solitarie che formate da diversi capolini raccolti in formazioni corimbose. Le infiorescenze vere e proprie sono composte da un capolino peduncolato di tipo radiato con fiori eterogami. I capolini sono formati da un involucro, con forme da emisferiche a ampiamente campanulate, composto da diverse brattee, al cui interno un ricettacolo fa da base ai fiori di due tipi: fiori del raggio (assenti in queste specie) e fiori del disco. Le brattee, a consistenza erbacea e con bordi membranosi, sono disposte in modo più o meno embricato su poche serie. Il ricettacolo in genere è nudo ossia senza pagliette a protezione della base dei fiori; la forma è piatta o da convessa a conica.
Fiori.  I fiori sono tetra-ciclici (formati cioè da 4 verticilli: calice – corolla – androceo – gineceo) e pentameri (calice e corolla formati da 5 elementi). Si distinguono in:
- fiori del raggio (esterni): sono assenti;
- fiori del disco (centrali): sono più numerosi con forme cilindrico-tubulose (attinomorfe); sono ermafroditi.

- Formula fiorale:

*/x K {\displaystyle \infty }, [C (5), A (5)], G 2 (infero), achenio
- Calice: i sepali del calice sono ridotti ad una coroncina di squame.

- Corolla: la forma della corolla alla base è cilindrica (strettamente imbutiforme alla fine) con 5 (raramente 4) lobi patenti o eretti; i lobi hanno una forma triangolare. I colori della corolla sono giallo e varietà.

- Androceo: l'androceo è formato da 5 stami sorretti da filamenti generalmente liberi; gli stami sono connati e formano un manicotto circondante lo stilo; le teche (produttrici del polline) alla base sono troncate e sono lievemente auricolate (molto raramente sono speronate o hanno una coda); le appendici apicali delle antere hanno delle forme piatte e lanceolate; il tessuto endoteciale (rivestimento interno dell'antera) è quasi sempre polarizzato (con due superfici distinte: una verso l'esterno e una verso l'interno). Il polline è sferico con un diametro medio di circa 25 micron;  è tricolporato (con tre aperture sia di tipo a fessura che tipo isodiametrica o poro) ed è echinato (con punte sporgenti).[10][12]

- Gineceo: l'ovario è infero uniloculare formato da 2 carpelli.[6] Lo stilo (il recettore del polline) è profondamente bifido (con due stigmi divergenti) e con le linee stigmatiche marginali separate.[13] I due bracci dello stilo hanno una forma da lanceolata a deltoide e possono essere papillosi o ricoperti da ciuffi di peli. Lo stilo dei fiori del raggio è supinato.

Frutti. I frutti sono degli acheni con pappo (raramente è assente); in alcune specie è presente un certo dimorfismo (gli acheni dei fiori del raggio differiscono dagli acheni dei fiori del disco);
- achenio: gli acheni, con forme obovoidi, talvolta sono lateralmente compressi con due nervature longitudinali; la superficie normalmente è cosparsa da setole; la parete dell'achenio è formata da celle contenenti rafidi ma prive di fitomelanina; il carpoforo normalmente è anulare; in alcuni casi sulla superficie del frutto sono presenti delle setole con punte a forma di ancora;
- pappo: il pappo è formato da una serie di setole caduche.

## Biologia
Impollinazione: l'impollinazione avviene tramite insetti (impollinazione entomogama tramite farfalle diurne e notturne).

Riproduzione: la fecondazione avviene fondamentalmente tramite l'impollinazione dei fiori (vedi sopra).

Dispersione: i semi (gli acheni) cadendo a terra sono successivamente dispersi soprattutto da insetti tipo formiche (disseminazione mirmecoria). In questo tipo di piante avviene anche un altro tipo di dispersione: zoocoria. Infatti gli uncini delle brattee dell'involucro (se presenti) si agganciano ai peli degli animali di passaggio disperdendo così anche su lunghe distanze i semi della pianta. Inoltre per merito del pappo il vento può trasportare i semi anche a distanza di alcuni chilometri (disseminazione anemocora).

## Distribuzione e habitat
Le specie di questo genere sono distribuite in Africa meridionale e Yemen.

## Sistematica
La famiglia di appartenenza di questa voce (Asteraceae o Compositae, nomen conservandum) probabilmente originaria del Sud America, è la più numerosa del mondo vegetale, comprende oltre 23.000 specie distribuite su 1.535 generi, oppure 22.750 specie e 1.530 generi secondo altre fonti (una delle checklist più aggiornata elenca fino a 1.679 generi). La famiglia attualmente (2021) è divisa in 16 sottofamiglie; la sottofamiglia Asteroideae è una di queste e rappresenta l'evoluzione più recente di tutta la famiglia.

### Filogenesi
La tribù Astereae comprende circa 40 sottotribù. In base alle ultime ricerche nella tribù sono stati individuati (provvisoriamente) 5 principali lignaggi:
- Basal grade: include alcuni generi isolati, il gruppo "South American-Oceania",  alcune sottotribù africane e il gruppo dei generi legnosi del Madagascar.
- Bellis lineage: comprende le sottotribù eurasiatiche e una sottotribù africana.
- Aster lineage: include i generi asiatici di Asterinae e i principali gruppi dell'Australia e dell'Oceania.
- Baccharis lineage: include alcuni gruppi sudamericani.
- North American lineage: include la vasta gamma di sottotribù del Nordamerica, Messico e alcuni gruppi distribuiti nel Sudamerica.

Il genere  Chrysocoma (insieme alla sottotribù Homochrominae) è incluso nel Basal grade. In particolare Homochrominae fa parte del sottogruppo relativo agli areali dell'"Africa/Madagascar/Asia sud-est".  La sottotribù è suddivisa in due gruppi: (1) Amellus group: è il gruppo principale (o continentale) e comprende la maggior parte dei generi; (2) Commidendrum group: comprende solamente due generi (Commidendrum - Melanodendron) endemici dell'isola di St. Helena. Il genere di questa voce fa parte del primo gruppo.
I caratteri distintivi del genere di questa voce sono:
- le foglie hanno una disposizione alternata;
- le sinflorescenze sono corimbose;
- le corolle sono gialle e prive delle ghiandole resinose sui lobi.

### Elenco delle specie
Questo genere ha 22 specie:
- Chrysocoma acicularis  Ehr.Bayer
- Chrysocoma candelabrum  Ehr.Bayer
- Chrysocoma cernua  L.
- Chrysocoma ciliata  L.
- Chrysocoma decurrens  DC.
- Chrysocoma esterhuyseniae  Ehr.Bayer
- Chrysocoma flava  Ehr.Bayer
- Chrysocoma hantamensis  J.C.Manning & Goldblatt
- Chrysocoma longifolia  DC.
- Chrysocoma microphylla  Thunb.
- Chrysocoma mozambicensis  Ehr.Bayer
- Chrysocoma oblongifolia  DC.
- Chrysocoma obtusata  (Thunb.) Ehr.Bayer
- Chrysocoma ovata  Forssk.
- Chrysocoma puberula  Schltr. ex Merxm.
- Chrysocoma rigidula  (DC.) Ehr.Bayer
- Chrysocoma schelechteri  Ehr.Bayer
- Chrysocoma sparsifolia  Hutch.
- Chrysocoma strigosa  Ehr.Bayer
- Chrysocoma tomentosa  L.
- Chrysocoma tridentata  DC.
- Chrysocoma valida  Ehr.Bayer

### Sinonimi
Sono elencati alcuni sinonimi per questa entità:
- Chrysocome St.-Lag.